# Ratpenat orellut de Queensland
El ratpenat orellut de Queensland (Nyctophilus bifax) és una espècie de ratpenat de la família dels vespertiliònids. Viu a Austràlia (New South Wales, Queensland), Indonèsia (Irian Jaya) i Papua Nova Guinea. El seu hàbitat natural són la selva i el bosc esclerofil·le, i s'associa sovint amb les masses d'aigua en aquests hàbitats. No hi ha cap amenaça significativa per a la supervivència d'aquesta espècie.